# Potted Pantomimes
Potted Pantomimes è un cortometraggio muto del 1914 diretto da W.P. Kellino. Tra gli interpreti, il duo comico formato dai fratelli Egbert, i Famosi Kellino (artisti circensi parenti del regista che aveva iniziato la sua carriera come clown) e il popolare soprano Lillian Russell.

## Trama
Un bambino immagina di vedere Goody Two Shoes, Sinbad e Cenerentola.

## Produzione
Il film fu prodotto dalla Vaudefilms.

## Distribuzione
Distribuito dalla Gaumont British Distributors, il film - un cortometraggio in due bobine - uscì nelle sale cinematografiche britanniche nel dicembre 1914. La casa di distribuzione curò un'altra uscita del film nel 1915.